# Advanced Communications Technology Satellite
O Advanced Communications Technology Satellite (ACTS) foi um satélite de comunicação geoestacionário experimental estadunidense construído pela Astro Space/Lockheed Martin, ele esteve localizado na posição orbital de 105,2 graus de longitude oeste e era operado pela NASA. O satélite foi baseado na plataforma AS-4000.

## História
O ACTS foi ejetado do compartimento de carga do Discovery acoplado a um foguete TOS-21h de propelente sólido que o levaria à órbita geoestacionária, situada a 100° de longitude oeste.
Foi o primeiro satélite de comunicações totalmente digital. Funcionava usando a banda K e foi construído pela Lockheed Martin. Com os painéis solares e as antenas desdobrados media cerca de 14 metros de comprimento e cerca de 9 metros de altura. Os estudos e experimentos começaram 12 semanas após o lançamento e sucederam-se sem problemas até maio de 2000, em que o programa se deu por finalizado. Em agosto de 2000 foi movido para uma posição a 105,2 graus de longitude oeste e foi desativado definitivamente em 28 de abril de 2004.

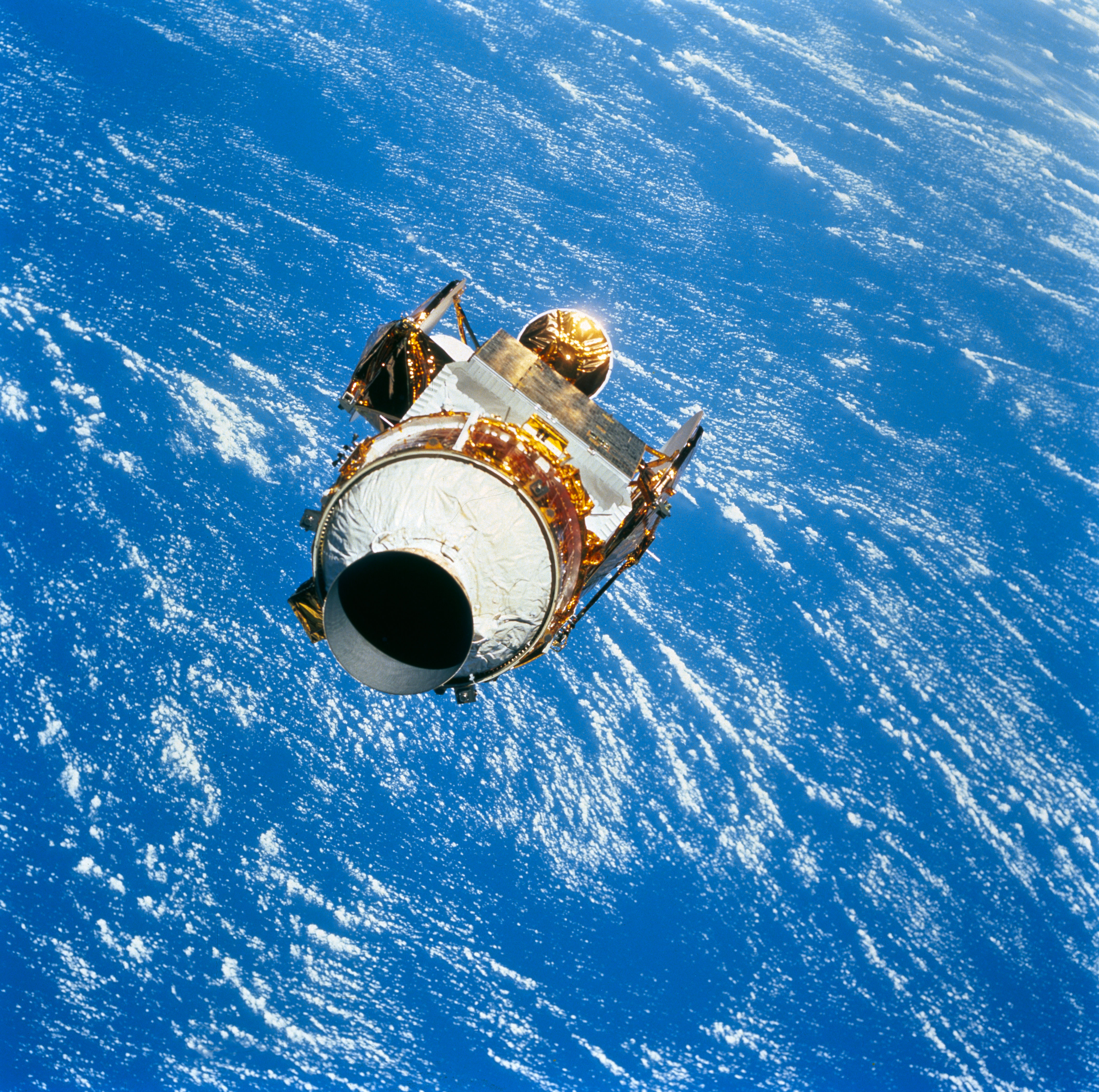
O ACTS dobrado e acoplado ao foguete (em primeiro plano) que o levaria à órbita geoestacionária, após serem liberados do compartimento de carga do ônibus espacial Discovery.

## Lançamento
O satélite foi lançado com sucesso ao espaço no dia 12 de setembro de 1993, às 11:45 UTC, a bordo do ônibus espacial Discovery durante a missão STS-51, a partir do Kennedy Space Center, na Flórida, EUA, juntamente com o satélite ORFEUS-SPAS 01. Ele tinha uma massa de lançamento de 2.240 kg.

## Capacidade
O ACTS era equipado com 4 transponders em banda Ka para ser usados em testes feitos pela NASA.